# لاي تيك
لاي تيك هو زعيم الحزب الشيوعي المالايوي. كان له دور في الطوارئ المالايوية، وهو ذو أصول صينية–فيتنامية.